# Centropus colossus
Centropus colossus är en förhistorisk utdöd fågel i familjen gökar och som förekom under sen pleistocen i Australien. Fågeln är beskriven utifrån subfossila lämningar funna i grottan Fossil Cave i sydöstra South Australia. Av materialet att döma var den större än nu levande sporrgökar och därmed en av de största gökar som någonsin funnits. Troligen var fågeln flygoförmögen eller hade åtminstone begränsad förmåga till att flyga.